# 路易莎·瓦尔特
路易莎·瓦尔特（德語：Louisa Walter，1978年12月2日—），德国前女子曲棍球运动员。她曾代表德国国家队参加2004年夏季奥林匹克运动会曲棍球比赛，获得一枚金牌。